# Baulon
Baulon (bret. Beloen) – miejscowość i gmina we Francji, w regionie Bretania, w departamencie Ille-et-Vilaine.
Według danych na rok 1990 gminę zamieszkiwały 1132 osoby, a gęstość zaludnienia wynosiła 45 osób/km² (wśród 1269 gmin Bretanii Baulon plasuje się na 527. miejscu pod względem liczby ludności, natomiast pod względem powierzchni na miejscu 371.).